# Опасный метод
«Опа́сный ме́тод» (англ. A Dangerous Method) — кинофильм Дэвида Кроненберга об отношениях двух основоположников психоанализа Зигмунда Фрейда и Карла Юнга с пациенткой Сабиной Шпильрейн.
Сценарий написан Кристофером Хэмптоном на основе собственной пьесы «Исцеление беседой» (англ. The Talking Cure), источником которой послужил роман Джона Керра «Самый опасный метод» (англ. A Most Dangerous Method).

## Сюжет
Действие фильма охватывает период с 1904 по 1913 годы. Сценарий основан на реальных фактах из биографии Фрейда, Юнга и Шпильрейн. Последняя за это время эволюционирует из истерички, не способной управлять собственным телом, в любовницу своего доктора, а затем и его коллеги-психиатра. Психическое расстройство Шпильрейн возникло вследствие насилия над ней. Ещё ребёнком она подвергалась физическим наказаниям своего отца, но при этом наказания приносили ей удовольствие, то есть зарождались садомазохистские склонности.
Параллельно этой феминистической траектории разворачивается эдиповская драма отношений Фрейда и Юнга. Из многообещающего ученика Фрейда швейцарец превращается в наследника его позиции во главе психоаналитического движения, а затем под влиянием мистических видений вступает в конфликт со своим наставником. Не терпящий мистицизма Фрейд не верит в случайности, для Юнга же любая случайность может быть интерпретирована сознанием в мистическом ключе.
Действие заканчивается накануне Первой мировой войны, когда Юнга посещает видение кровавой лавины, которая должна вскоре затопить Европу. В заключение фильма сообщается о трагической судьбе евреев Шпильрейн и Фрейда, а также о том, что «ариец» Юнг благополучно дожил на берегу своего горного озера до глубокой старости.

## В ролях
| Актёр                | Роль             |
| -------------------- | ---------------- |
| Майкл Фассбендер     | Карл Густав Юнг  |
| Кира Найтли          | Сабина Шпильрейн |
| Вигго Мортенсен      | Зигмунд Фрейд    |
| Венсан Кассель       | Отто Гросс       |
| Сара Гадон           | Эмма Юнг         |
| Андре Хеннике        | Эйген Блейлер    |
| Арндт Шверинг-Сонрей | Шандор Ференци   |

## Работа над фильмом
Идея фильма возникла у Кроненберга после того, как он посмотрел спектакль по пьесе «Лечение беседой», и отметил для себя сходство художественной работы с психоаналитической:

Психоаналитики и художники заняты в каком-то смысле одним и тем же. Нам подаётся официальная версия реальности — то, что мы видим сидя в этой комнате. Но что на самом деле происходит? Что кроется за поверхностью? Что за силы направляют движение? Давайте пойдём глубже, давайте рассмотрим скрытые, или тёмные, или непризнанные стороны жизни. Художник делает то же самое с обществом в целом.— Д. Кроненберг
Кроненбергу удалось достигнуть договорённости с Кристианом Бейлом и Кристофом Вальцем о том, что они сыграют Юнга и Фрейда, соответственно. Перед самым началом съёмок стало известно, что оба актёра отказались от принятых на себя обязательств. Режиссёру пришлось в авральном порядке подыскивать новых актёров на главные роли.
Съёмки фильма проходили в Констанце, Люцерне, Цюрихе, Уберлингене и в парке Бельведерского дворца в Вене. Кроненберг условился со своим постоянным оператором Сушицки, что фильм будет снят в нетипичной для их работ светлой, даже лучезарной манере, отражающей оптимизм предвоенной Европы «прекрасной эпохи».

## Прокат
Премьера фильма состоялась 2 сентября 2011 года на 68-м Венецианском кинофестивале. Европейские критики приняли фильм как «пристойную до зевоты» заявку экс-радикала Кроненберга на внимание Американской киноакадемии. Каких-либо призов в Венеции фильм не получил. Больше интереса картина вызвала на фестивале в Торонто. В ограниченный российский прокат «Опасный метод» вышел 26 января 2012 года. Хотя фильм оправдал свой бюджет, основная часть сборов пришлась на Европу. В Северной Америке лента заработала лишь $5 млн.

## Кинокритика
На Венецианском фестивале в центре обсуждения оказалась актёрская работа Киры Найтли, которая многими фестивальными критиками была принята весьма скептически. «Она так играет лицом, выдвигая челюсть в припадке безумия, как не удалось бы ни одному корифею доронинского МХАТа: конкурировать с ней мог бы разве что Джим Керри», — иронизирует Андрей Плахов. Аналогичного мнения придерживается Ричард Корлисс: «В безумной сцене, с которой начинается фильм, зритель видит натужную попытку симпатичной старлетки изобразить чокнутую святую». Однако сам режиссёр и ряд других специалистов (Питер Трэверс, Дж. Хоберман) сочли критику Найтли необоснованной, ведь именно её работа придаёт фильму энергию и кураж. 

Актёрская работа Киры Найтли разделила киноэкспертное сообщество

Фассбендер и Мортенсен, которых мало кто ожидал увидеть в данных ролях, удостоились всеобщей похвалы. А. О. Скотт на страницах The New York Times назвал «не лишённое лукавства» изображение Фрейда Мортенсоном «столь убедительным в плане юмора, самолюбия и человеческой теплоты», что все прочие кинообразы «венского старца» не идут с ним ни в какое сравнение. «Никогда ещё этот застёгнутый на все пуговицы актёр не казался столь расслабленным в сложной роли», — написал журнал TIME. Рецензент Los Angeles Times недоумевает по поводу того, что роли Фрейда и Юнга изначально предназначались другим актёрам.
При подведении итогов 2011 года Глен Кенни и Дж. Хоберман назвали «Опасный метод» лучшим фильмом года, а по версии всех трёх штатных критиков New York Times  он попал в лучшую десятку. Кенни отметил нестандартность экранного мышления: например, все сцены секса поданы глазами вуайера — через отражения в стёклах и зеркалах. Смысловая наполненность монтажа произвела впечатление и на Хобермана: «Непредсказуемые ассоциации Фрейда созвучны взрывным монтажным решениям Кроненберга: от кровавой дефлорации Шпильрейн к новому дому семейства Юнгов у озера или от сцены, где Фрейд отчитывает своего „сына и наследника“ за отступление от „твёрдой почвы сексуальной теории“, к экзекуции Юнгом своей подруги».

## Награды и номинации
- 2011 — участие в основном конкурсе Венецианского кинофестиваля
- 2011 — приз Spotlight Award от Национального совета кинокритиков США (Майкл Фассбендер).
- 2011 — номинация на премию «Спутник» за лучшую мужскую роль второго плана (Вигго Мортенсен).
- 2012 — номинация на премию «Золотой глобус» за лучшую мужскую роль второго плана (Вигго Мортенсен).
- 2012 — 11 номинаций на премию «Джини»: лучший фильм (Джереми Томас, Мартин Кац, Марко Мехлиц), лучшая режиссура (Дэвид Кроненберг), лучшая мужская роль (Майкл Фассбендер), лучшая мужская роль второго плана (Вигго Мортенсен), лучший монтаж (Рональд Сандерс), лучшая оригинальная музыка (Говард Шор), лучшая работа художника (Джеймс Макэйтир), лучшие костюмы (Дениз Кроненберг), лучший звук (Орест Сушко и Кристиан Кук), лучший монтаж звука, лучшие визуальные эффекты.
- 2012 — номинация на премию «Сатурн» за лучшую женскую роль (Кира Найтли).